# Лудовик Бонито
Лудовик Бонито (1350 — 1413) је био надбискуп у Бару 1395. године. Родом је из Ђирђанте, на Сицилији, гдје је био и надбискуп (у Палерму). Са острва је пред Арагонцима побјегао у Рим. Надбискупски плашт је добио од папе Бонифиција IX, али се Лудовик након неколико мјесеци одрекао тог положаја.